# Kapacitans

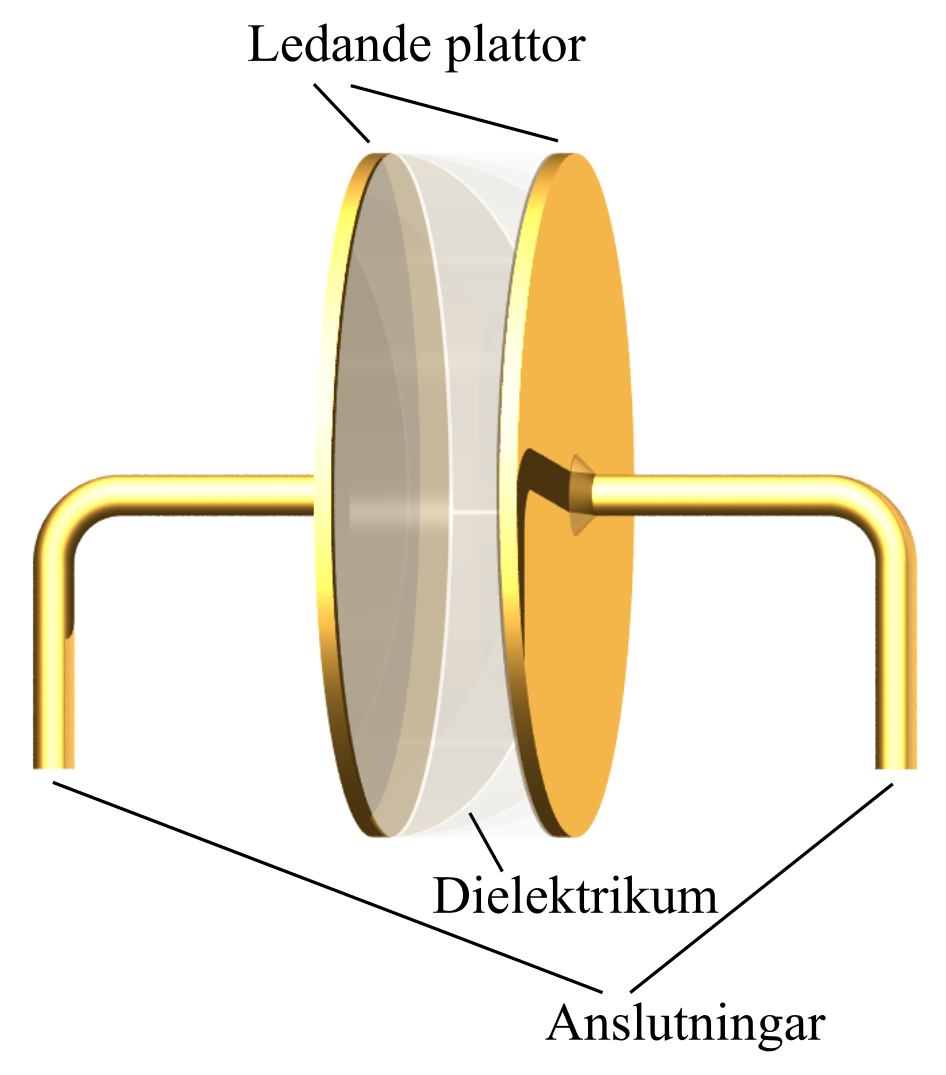
Principen för en tvåbladig kondensator

Kapacitans (även elektrisk kapacitet) är ett mått på förmågan att lagra elektrisk laddning hos komponenter med ett linjärt förhållande mellan den lagrade laddningsmängden och spänningen över komponenten. Kapacitans är definierad som förhållandet mellan laddningsmängden Q och spänningen över kretsen U:
{\displaystyle C={\frac {Q}{U}}}
SI-enheten för kapacitans är farad; 1 farad = 1 coulomb per volt.
Kapacitans kan vara en önskad eller oönskad egenskap hos en elektrisk krets. Oönskad kapacitans kallas ibland strökapacitans. För till exempel ledare av högfrekvenssignaler är det vanligtvis önskvärt med så låg kapacitans som möjligt. För att åstadkomma kapacitans används en särskild komponent, en kondensator.
I CGS-systemet användes centimeter även som mått på kapacitans, 1 cm = 1,11 pF (picofarad).

Laddningar lagras i en kondensator. Ett elektriskt fält byggs upp mellan plattorna. En kondensator är en passiv komponent där laddningsmängden är direkt proportionell mot spänningen över kondensatorn.

## Plattkondensator
Den vanligaste komponenten för lagring av elektrisk laddning är den tvåbladiga kondensatorn med ett isolerande dielektriskt material mellan plattorna. Om man bortser från randeffekter, ges kapacitansen av 
{\displaystyle C=\epsilon \ {\frac {A}{d}}},
där d är avståndet mellan plattorna, A är en plattas area och ε det isolerande materialets permittivitet.

## Växelström genom en kapacitiv krets

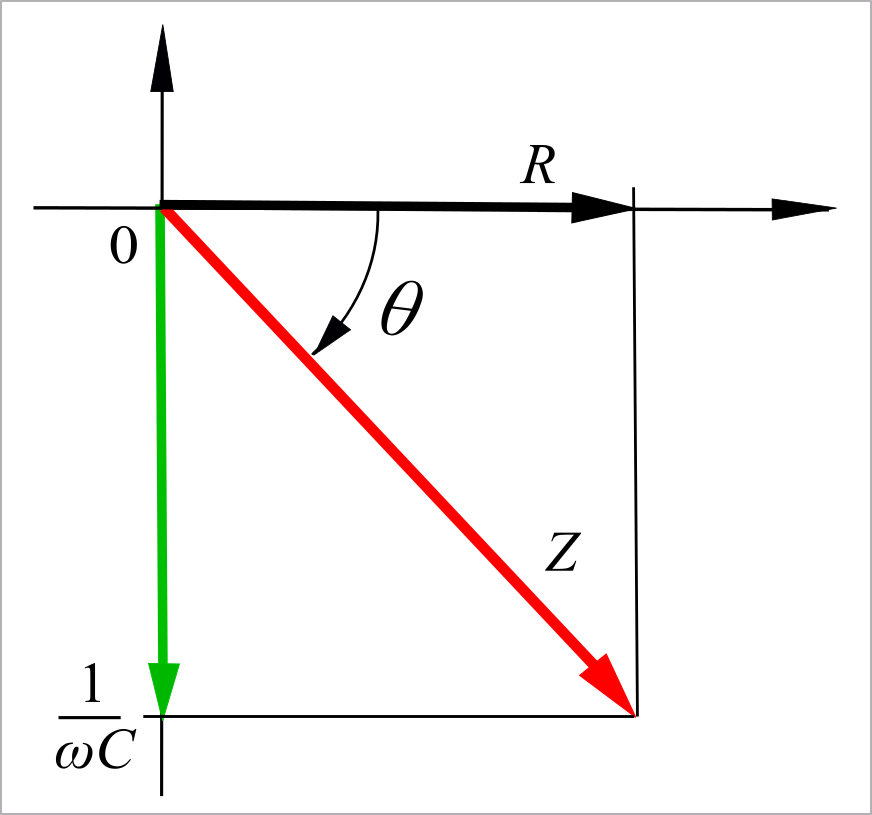
En kapacitiv elektrisk krets ger en negativ fasvridning av spänningen i förhållande till strömmen.

En växelspänning laddar och urladdar en kapacitiv krets under varje period, vilket medför att en växelström passerar genom kretsen. Den momentana strömstyrkan är laddningsmängdens tidsderivata. För en sinusformad växelspänning u = U0 sin(ωt) med vinkelfrekvensen ω gäller
{\displaystyle i={\frac {dQ}{dt}}=C\ {\frac {du}{dt}}=\omega C\ {\hat {u}}\cos(\omega t)}
Strömmen är 90° ur fas med spänningen (strömmen ligger 90° före spänningen, i bilden till höger är strömmen i fas med den resistiva komponenten R) och vi kan i enlighet med Ohms lag för en rent kapacitiv last skriva
{\displaystyle u=z\cdot i={1 \over \omega C}i}
Den rent kapacitiva kretsens impedans kan även skrivas som ett komplext tal
{\displaystyle {1 \over j\omega C}}
där {\displaystyle \ j} betecknar den imaginära enheten och denna komplexa impedans kan användas för beräkningar i enlighet med jω-metoden.

## Energi i en kapacitiv krets
Den energi (mätt i joule) som är lagrad i en kapacitiv krets är lika med det arbete som krävdes för att transportera laddningarna till den kapacitiva kretsen.
Betrakta en kondensator med kapacitansen C med en laddning +q på ena plattan och -q på den andra. Att flytta en liten mängd laddning {\displaystyle \mathrm {d} q}  från den ena plattan till den andra mot potentialskillnaden V = q/C kräver arbetet
{\displaystyle \mathrm {d} W={\frac {q}{C}}\,\mathrm {d} q}
där
W är arbetet mätt i joule
q är laddningen mätt i coulomb
C är kapacitansen mätt i farad
Det går att finna den i kondensatorn upplagrade energin genom att integrera denna ekvation. 
Att från en oladdad kondensator uppnå laddningarna +Q respektive -Q kräver arbetet
{\displaystyle W_{uppladdning}=\int _{0}^{Q}{\frac {q}{C}}\,\mathrm {d} q={\frac {1}{2}}{\frac {Q^{2}}{C}}={\frac {1}{2}}CV^{2}=W_{lagrad}}
Genom att kombinera detta med ekvationen för en plattkondensator erhålls
{\displaystyle W_{lagrad}={\frac {1}{2}}CV^{2}={\frac {1}{2}}\epsilon {\frac {A}{d}}V^{2}} .
där
W är energin mätt i joule
C är kapacitansen mätt i farad
V är spänningen mätt i volt